# Sōta Nakazawa
Sōta Nakazawa (jap. 中澤聡太 Nakazawa Sōta; ur. 26 października 1982 w Mitace) – japoński piłkarz grający na pozycji obrońcy w Cerezo Osaka, do którego jest wypożyczony z Kawasaki Frontale.

## Dzieciństwo
Dorastał w Asace.

## Kariera klubowa
Karierę rozpoczął w 1995 w Urawa Red Diamonds. W 1998 trafił do Funabashi High School, gdzie grał do 2000. W 2001 podpisał pierwszy profesjonalny kontrakt – z Kashiwa Reysol. W 2006 został wypożyczony do F.C. Tokyo. W 2007 podpisał roczny kontrakt z Gambą Osaka. W 2008 zdobył z tym klubem trzecie miejsce na klubowych mistrzostwach świata, na których zagrał we wszystkich 3 meczach Gamby. W tym samym roku został wybrany MVP drużyny przez kibiców klubu. W styczniu 2013 przeszedł do Kawasaki Frontale. W styczniu 2015 został wypożyczony do Cerezo Osaka.

## Kariera reprezentacyjna
W latach 2000-2001 grał w reprezentacji Japonii do lat 20. Rozegrał 3 mecze na mistrzostwach świata U-20 w 2001.

## Życie prywatne
9 stycznia 2010 wziął ślub z aktorką Miką Kanedą, a 3 października tegoż roku urodziła mu się córka. 27 września 2015 został ojcem po raz drugi.